# Copa de la Reina de futbol 2016
La Copa de la Reina de futbol 2016 fou la trenta-quatrena edició de la competició. Se celebrà des del 18 fins al 28 de juny de 2016 a la Ciutat del Futbol de las Rozas i fou organitzada per la Reial Federació Espanyola de Futbol. Hi participaren els vuit primers equips classificats de la primera volta de la Primera Divisió Femenina 2015-16 i la competició es disputà en format d'eliminació directa, amb quarts de final, semifinals i final.
Es proclamà campió l'Atlètic de Madrid, que derrotà a la final al FC Barcelona per 3 a 2 i aconseguí el seu primer títol de la competició.

## Clubs participants
- Athletic Club de Bilbao
- Club Atlético de Madrid Féminas
- Futbol Club Barcelona
- Llevant Unió Esportiva
- Reial Societat de Futbol
- Sporting Club de Huelva
- Unión Deportiva Granadilla Tenerife
- València Fèmines Club de Futbol

## Competició

### Quadre de competició
|  | Quarts de final      | Quarts de final      |                      |   | Semifinals | Semifinals |  |  | Final | Final |
|  |                      |                      |                      |   |            |            |  |  |       |       |
|  | 18 de juny 10:00 CET |                      |                      |   |            |            |  |  |       |       |
|  |                      |                      |                      |   |            |            |  |  |       |       |
|  | Reial Societat       | 1                    |                      |   |            |            |  |  |       |       |
|  | Reial Societat       | 1                    | 24 de juny 18:00 CET |   |            |            |  |  |       |       |
|  | FC Barcelona         | 5                    |                      |   |            |            |  |  |       |       |
|  | FC Barcelona         | 5                    | FC Barcelona         | 3 |            |            |  |  |       |       |
|  | 18 de juny 12:00 CET |                      | FC Barcelona         | 3 |            |            |  |  |       |       |
|  |                      | Llevant UE           | 0                    |   |            |            |  |  |       |       |
|  | Athletic Club        | Llevant UE           | 0                    | 0 |            |            |  |  |       |       |
|  | Athletic Club        |                      | 26 de juny 11:00 CET | 0 |            |            |  |  |       |       |
|  | Llevant UE           | 2                    |                      |   |            |            |  |  |       |       |
|  | Llevant UE           | 2                    | FC Barcelona         | 2 |            |            |  |  |       |       |
|  | 19 de juny 10:00 CET |                      | FC Barcelona         | 2 |            |            |  |  |       |       |
|  |                      | Atlètic de Madrid    | 3                    |   |            |            |  |  |       |       |
|  | UDG Tenerife         | Atlètic de Madrid    | 3                    | 0 |            |            |  |  |       |       |
|  | UDG Tenerife         | 24 de juny 20:00 CET |                      | 0 |            |            |  |  |       |       |
|  | València CF          | 3                    |                      |   |            |            |  |  |       |       |
|  | València CF          | 3                    | València CF          | 1 |            |            |  |  |       |       |
|  | 19 de juny 22:00 CET |                      | València CF          | 1 |            |            |  |  |       |       |
|  |                      | Atlètic de Madrid    | 2                    |   |            |            |  |  |       |       |
|  | Atlètic de Madrid    | Atlètic de Madrid    | 2                    | 7 |            |            |  |  |       |       |
|  | Atlètic de Madrid    |                      |                      | 7 |            |            |  |  |       |       |
|  | Sporting de Huelva   | 0                    |                      |   |            |            |  |  |       |       |
|  | Sporting de Huelva   | 0                    |                      |   |            |            |  |  |       |       |

### Final
| FC Barcelona     | 2–3     | Atlètic de Madrid                     |
| ---------------- | ------- | ------------------------------------- |
| Hermoso 57', 64' | Notícia | Sosa 5' · Meseguer 14' · González 29' |

| FC Barcelona | Atlètic de Madrid |

| #              | Pos. | Nom              |          |          |
| -------------- | ---- | ---------------- | -------- | -------- |
| 13             | POR  | Sandra Paños     |          |          |
| 2              | DEF  | Ane Bergara      |          | 46'      |
| 3              | DEF  | Ruth García      |          |          |
| 4              | DEF  | Marta Unzué      |          |          |
| 5              | MIG  | Melanie Serrano  | 27', 87' | 27', 87' |
| 7              | MIG  | Gemma Gili       |          | 52'      |
| 8              | MIG  | Miriam Diéguez   | 67'      |          |
| 11             | MIG  | Alèxia Putellas  |          | 84'      |
| 18             | DAV  | Marta Torrejón   |          |          |
| 10             | DAV  | Jennifer Hermoso |          |          |
| 20             | DAV  | Olga García      |          | 46'      |
| Canvis         |      |                  |          |          |
| 1              | POR  | Laura Ràfols     |          |          |
| 7              | POR  | Gemma Font       |          |          |
| 12             | DAV  | Patri Guijarro   |          | 46'      |
| 15             | DAV  | Sandra Hernández |          | 84'      |
| 17             | DAV  | Irene del Río    |          |          |
| 21             | DAV  | Bárbara Latorre  | 87'      | 46'      |
| 28             | MIG  | Aitana Bonmatí   | 77'      | 52'      |
| Entrenador     |      |                  |          |          |
| Xavier Llorens |      |                  |          |          |

| Campió de la Copa de la Reina 2016 |
| ---------------------------------- |
| Atlètic de Madrid Primer títol     |
| MVP                                |
| Sonia Bermúdez                     |

| #                | Pos. | Nom             |     |     |
| ---------------- | ---- | --------------- | --- | --- |
| 1                | POR  | Lola Gallardo   |     |     |
| 2                | DEF  | Kenti Robles    |     |     |
| 22               | DEF  | Marta Cazalla   |     |     |
| 16               | DEF  | Mapi León       |     |     |
| 24               | DEF  | María Bores     |     | 90' |
| 15               | MIG  | Silvia Meseguer |     |     |
| 7                | MIG  | Ángela Sosa     |     |     |
| 10               | MIG  | Amanda Sampedro | 78' |     |
| 11               | MIG  | Priscila Borja  | 28' | 75' |
| 8                | DAV  | Sonia Bermúdez  |     | 88' |
| 9                | DAV  | Esther González |     | 59' |
| Canvis           |      |                 |     |     |
| 13               | POR  | Noelia Gil      |     |     |
| 6                | MIG  | Nagore Calderón |     | 59' |
| 18               | DEF  | Beatriz Beltrán |     | 75' |
| 17               | MIG  | Débora García   |     | 90' |
| 21               | DEF  | Vanesa García   |     | 88' |
|                  | DEF  | Marta Carro     |     |     |
|                  | DEF  | Noelia Tudela   |     |     |
| Entrenador       |      |                 |     |     |
| Ángel Villacampa |      |                 |     |     |